# 麻生バスターミナル

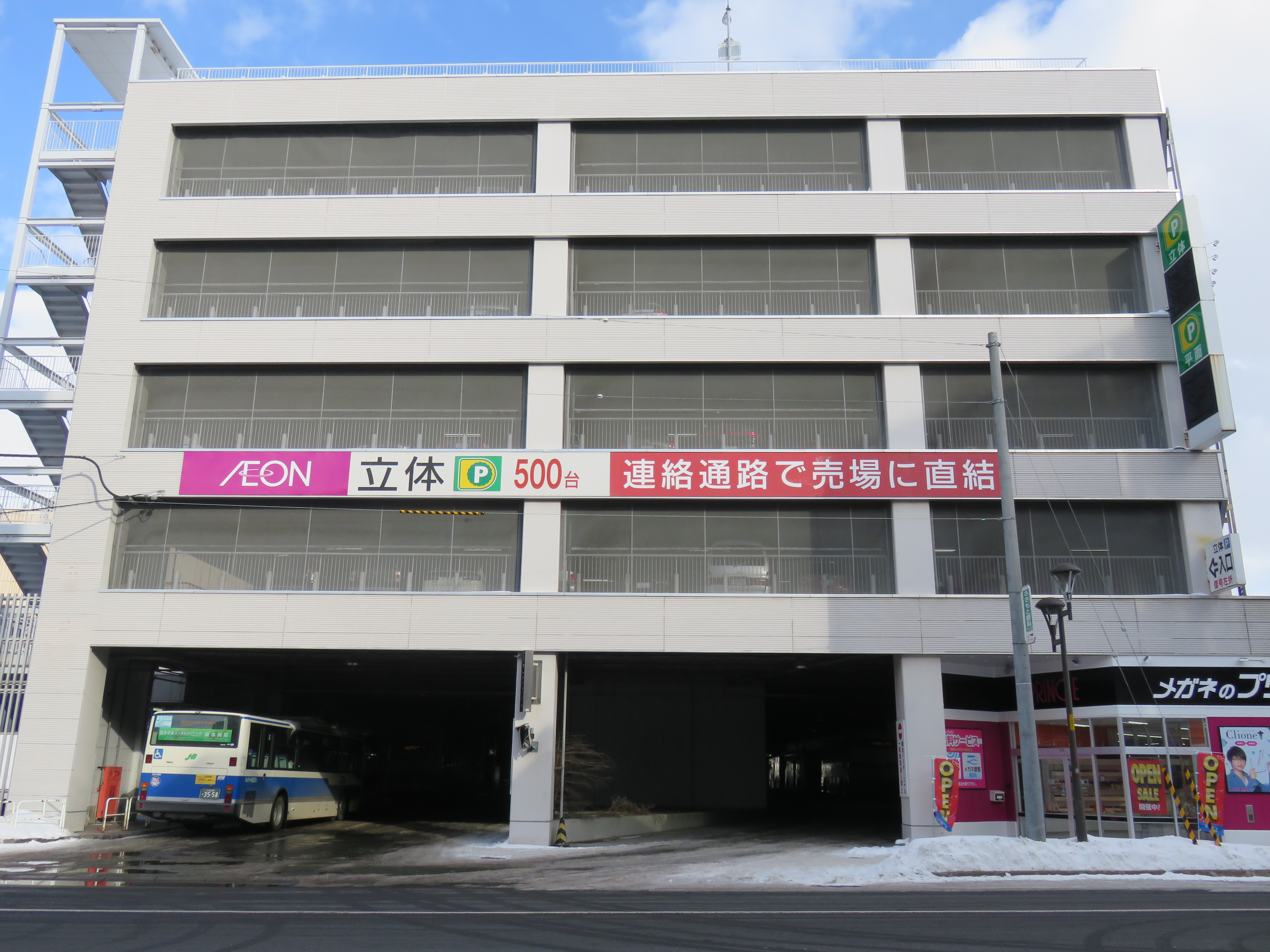
イオン札幌麻生店立体駐車場1階がバスターミナル

麻生バスターミナル（あさぶバスターミナル）は、札幌市北区北39条西4丁目にある、自動車ターミナル法による専用バスターミナルの名称。札幌市独自の分類では乗継バスターミナルとされる。

## 概要
札幌市営地下鉄南北線麻生駅と直結し、地下鉄と札幌市北部や石狩市などを結ぶ拠点となっている。1993年（平成5年）4月29日に札幌市営バスと北海道中央バスの共用バスターミナルとして、札幌市交通局の設置・管理にて運用を開始した。2021年（令和3年）12月の平日1日あたり、スクールバス等の非公示便を除く発着便数は、バスターミナル・路上停留所を合わせて1,259便（感染症流行による一時運休便を含む）。
1～8番のりばまで設置されている他、周辺に路上バス停が設置されている。待合室は5番のりばの目の前にあり、新千歳空港連絡バスの自動券売機や北海道中央バス麻生総合案内所が設置されている。窓口は10時00分から18時30分まで営業。
かつては札幌市営バスの乗り入れ路線も多数存在したが、札幌市営地下鉄延伸による営業補償などで北海道中央バスに移管した結果、末期には（北46）新琴似線（現在はジェイ・アール北海道バス運行）が乗り入れるのみとなっていた。

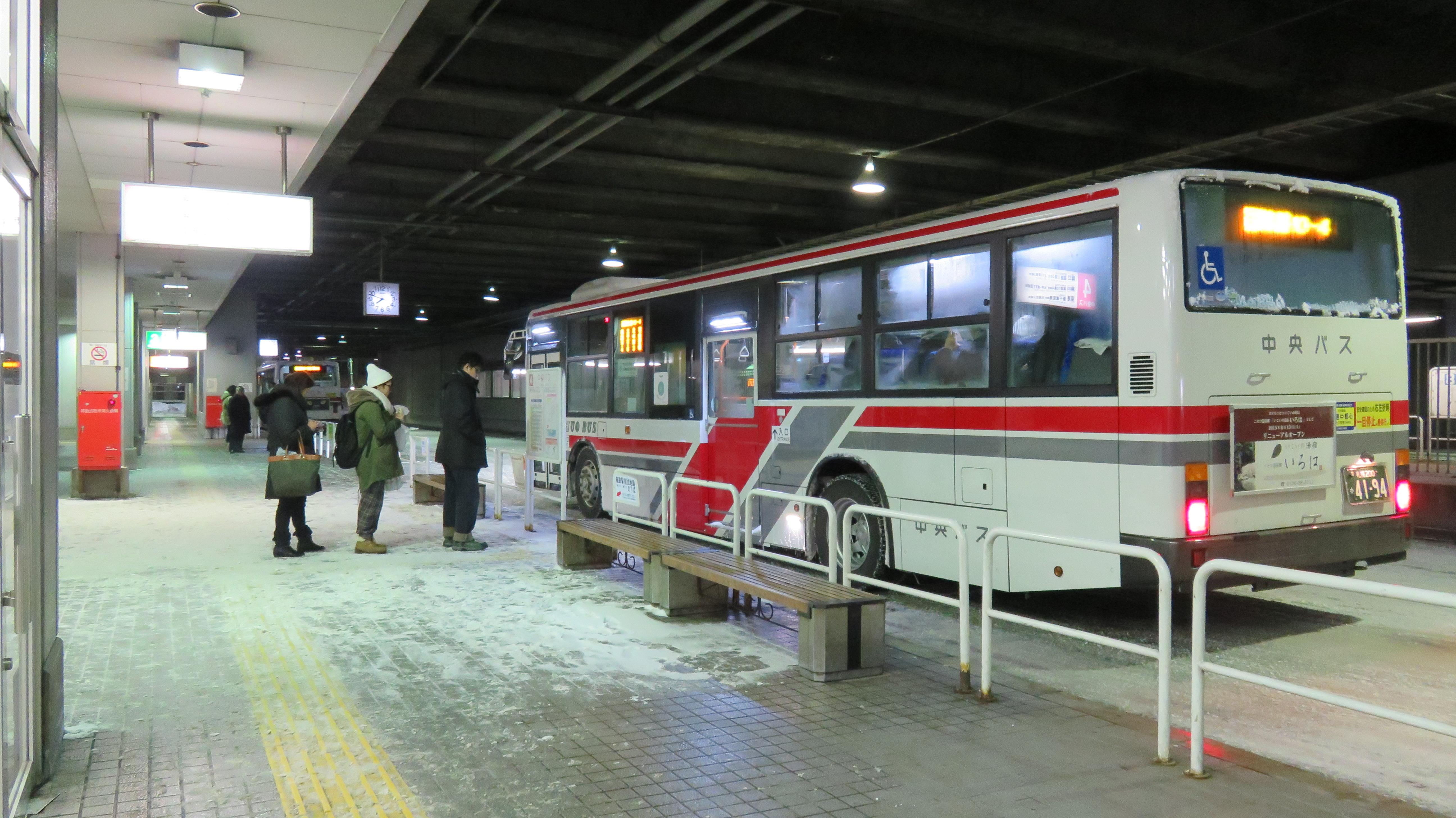
のりば
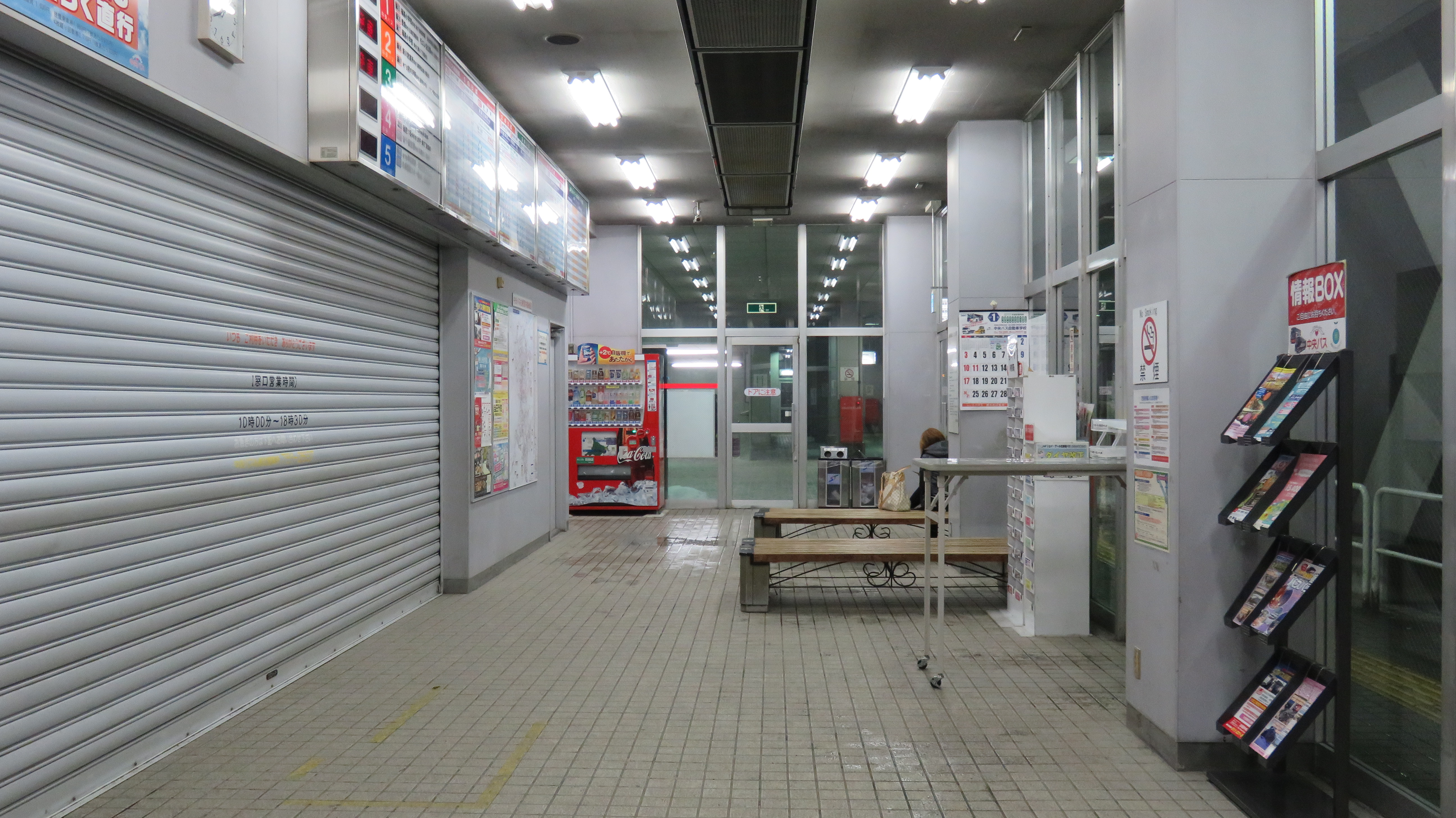
待合室・窓口

## のりば
2025年（令和7年）4月1日現在。バスターミナル5番のりばのみジェイ・アール北海道バス、その他の路線はすべて北海道中央バス。路線詳細は営業所記事を参照。

### バスターミナル発着路線

#### 1番のりば
- 札幌北営業所
  - 麻25 東16丁目線 篠路小学校行（栄町駅経由）
- 札幌東営業所
  - 麻26 麻生東苗穂線 豊畑行・モエレ沼公園行（栄町駅・丘珠空港経由） ※モエレ沼公園行は夏季間のみ運行

#### 2番のりば
- 新川営業所
  - 麻06 新琴似6条線 新川営業所行（新琴似6条16丁目経由）
  - 麻67 麻生・宮の沢線 宮の沢駅（宮の沢バスターミナル）行（新琴似2条6丁目・イオンモール札幌発寒経由）

#### 3番のりば
- 石狩営業所
  - 麻24 あいの里教育大線 あいの里4条1丁目行（あいの里教育大駅経由）
  - 麻39 ひまわり団地線 あいの里4条1丁目行（篠路通経由）
  - 臨時 ていねプール線 ていねプール行 ※夏休み期間限定運行

#### 4番のりば
- 石狩営業所
  - 麻33 篠路駅前団地線 篠路10条4丁目行（東8丁目経由）
  - 麻22 あいの里篠路線 あいの里4条1丁目行（東8丁目・篠路10条4丁目経由）
- 札幌北営業所
  - A 新千歳空港連絡バス 新千歳空港行（南千歳駅経由）

#### 5番のりば
- 琴似営業所
  - 琴46 新琴似線 地下鉄琴似駅前行・琴似営業所前行（八軒8条1丁目経由）

#### 6〜8番のりば
- 降車、臨時便、学生専用便等

### 路上のりば
分散して設置され、概ね経路別に分けられている。バスターミナル1番のりば発の路線が次に停車する「麻生町3丁目」停留所は、北海道中央バスによる分類では9番のりばとも表現されている。

#### 路上1番のりば
中央バス自動車学校・花川3丁目経由
- 石狩営業所
  - 麻13 花畔団地線 花畔行
  - 麻14 花畔団地線 石狩庁舎前行（14 札幌ターミナル始発便は#路上8番のりば）
  - 麻41 手稲麻生線 手稲駅北口行

#### 路上2番のりば
中央バス自動車学校・花川5丁目経由
- 石狩営業所
  - 麻15 花畔団地線 花畔行
  - 麻16 花畔団地線 石狩庁舎前行（16 札幌ターミナル始発便は#路上8番のりば）

#### 路上3番のりば
イトーヨーカドー屯田店経由
- 石狩営業所
  - 麻07 屯田線 屯田6条12丁目行
  - 麻08 緑苑台線 石狩庁舎前行（屯田10条3丁目・緑苑台経由）
  - 麻17 南花畔通線 石狩庁舎前行（花川南1条6丁目経由）

#### 路上4番のりば
新琴似12条14丁目経由
- 新川営業所
  - 麻05 屯田線 屯田6条12丁目行

#### 路上5番のりば
新琴似12条4丁目経由
- 新川営業所
  - 01・麻01 屯田線 屯田6条12丁目行（新琴似12条10丁目経由）
  - 麻03 屯田線 屯田6条12丁目行（屯田2条4丁目経由）

#### 路上6番のりば
西5丁目経由
- 新川営業所
  - 01・04 札幌駅北口行

#### 路上7番のりば
東1丁目経由
- 石狩営業所
  - 09 花川南団地線・14・16 札幌ターミナル行

#### 路上8番のりば
札幌ターミナル・札幌駅北口始発、中央バス自動車学校経由
- 新川営業所
  - 04 屯田線 屯田6条12丁目行
- 石狩営業所
  - 14 花川南団地線 石狩庁舎前行（花川3丁目経由）
  - 16 花畔団地線 石狩庁舎前行（花川5丁目経由）